# ブルーノ・ロイテラー
ブルーノ・ロイテラー（Bruno Reuteler、1971年4月2日 - ）は、スイス、ベルン州ザーネン (Saanen)出身の元・スキージャンプ選手。1992年から2000年に国際大会で活躍した。 

## プロフィール
ロイテラーは1992年1月17日に地元サンモリッツで行われたノーマルヒルでスキージャンプ・ワールドカップにデビュー、54位となった。
1993年ノルディックスキー世界選手権代表に選出され、ラージヒル41位、ノーマルヒル25位、このシーズンのワールドカップ総合46位となった。
1995年ノルディックスキー世界選手権ではノーマルヒル20位、ラージヒル19位、団体5位、1997年ノルディックスキー世界選手権ではノーマルヒル19位、ラージヒル17位、また1997年3月16日のホルメンコーレンでは自身初の表彰台となる3位となった。
1998年（平成10年）長野オリンピックでは個人ラージヒル42位、個人ノーマルヒル18位、シルヴァン・フライホルツ、マルコ・シュタイナウアー、シモン・アマンと組んだ団体では6位だった。このシーズンのワールドカップ総合は自己最高の20位だった。
1999 - 2000シーズンを最後に現役を引退。
2007年からアインジーデルン（Einsiedeln）のSCEスキースクールでコーチとしてジュニア年代の指導に当たっている。